# Waterloo Bridge (película de 1940)
Waterloo Bridge (El puente de Waterloo), es una película estadounidense de 1940. Dirigida por Mervyn LeRoy y producida por Sidney Franklin y Mervyn LeRoy, supone una nueva versión de otra película del mismo nombre rodada en 1931, que a su vez era una adaptación de una obra de teatro de 1930 del dramaturgo estadounidense Robert Emmet Sherwood. Los protagonistas están interpretados por Robert Taylor y Vivien Leigh y ambos actores la consideran su obra favorita. La narración de analepsis que se utiliza a lo largo de toda la película, relata la historia de una bailarina de ballet y un capitán del ejército que se encuentran por casualidad en el puente de Waterloo. Consiguió éxito en las taquillas y obtuvo dos nominaciones de los Premios Oscar, los de mejor banda sonora (Herbert Stothart) y de mejor fotografía.
Constituye uno de los mejores melodramas del cine clásico con una elección perfecta, ideal e imprescindible para admiradores de la actriz Vivian Leigh. Fue la primera película que filmó esta actriz después de su enorme éxito con Lo que el viento se llevó

## Argumento
Después de que el Reino Unido declarara la guerra a Alemania en la Segunda Guerra Mundial, Roy Cronin (Robert Taylor), un coronel del ejército, le dice a su conductor que le lleve a la Estación de Waterloo en su camino hacia Francia. Se baja del coche y se queda en el puente brevemente para rememorar los eventos que ocurrieron durante la Primera Guerra Mundial, cuando se encontró con Myra Lester, la chica con que había planeado casarse. La trama empieza cuando Roy contempla un amuleto de la suerte, un billiken que ella le había dado.
Roy, el capitán del cuerpo de fusileros de Wrentwood, está de camino al frente. Al cruzar el puente de Waterloo para huir de un ataque aéreo, se encuentra fortuitamente con Myra, la bailarina. Los dos se avienen y establecen inmediatamente una buena relación entre ellos mientras buscan refugio. Myra le invita a ver la representación de ballet de aquella noche y Roy, como ya está enamorado de ella, ignora la cena obligatoria con su coronel y aparece en el teatro. Le envía una nota a Myra para que se encuentre con él después de la representación. Sin embargo, esta nota es interceptada por Madame Olga (María Uspénskaya), la dueña tiránica de la compañía de ballet, quien prohíbe que Myra tenga relación con Roy. Al final, los dos se ven en un club nocturno donde pasan una noche romántica. Roy tiene que ir al frente y le propone matrimonio a Myra, pero las circunstancias en tiempo de guerra les frustran el deseo de casarse inmediatamente. Roy le asegura que sus familiares cuidarían de ella cuando él esté fuera. Madame Olga se entera de la desobediencia de Myra y la despide de la compañía junto con su compañera bailarina Kitty (Virginia Field), quien le regaña por arruinar la felicidad de Myra.
Las dos chicas comparten un piso pequeño y buscan trabajo. La madre de Roy, Lady Margaret Cronin (Lucile Watson) planea ir a Londres para su primer encuentro con Myra. Mientras espera en un salón de té a Lady Margaret, que está llegando retrasada, Myra echó un vistazo al periódico y se desmaya al ver el nombre de Roy en la lista de muertos en combate de la guerra. Aturdida por la tristeza, Myra está tomando un gran sorbo de coñac cuando aparece Lady Margret. Conteniéndose para no informarle sobre esta horrible noticia, sus palabras banales e incoherentes sorprenden a su futura suegra, quien sale sin pedir una explicación. Myra, apenada, se vuelve enferma, y su amiga Kitty se convierte en prostituta para cubrir todos los gastos de las dos. Más tarde, Myra, que creía que Kitty estaba trabajando como bailarina, se entera de lo que realmente hace su amiga. 
Creyendo que ha enajenado a Lady Margaret y perdiendo las ganas de vivir, Myra, con el corazón roto, se dedica a la prostitución como su amiga para mantener a las dos. Un año después, mientras intenta atraer a los soldados de licencia que llegan a la estación de Waterloo, Myra atisba a Roy, que está vivo después de haber sido herido y detenido como prisionero de guerra. A Roy le parece una reconciliación jubilosa mientras a Myra, le parece agridulce. Esta pareja viaja a la finca de la familia en Escocia para visitar Lady Margaret, que deduce el malentendido que ha ocurrido en el salón de té. El tío de Roy, el Duque (C. Aubrey Smith), también acepta a Myra como esposa de su sobrino, sin embargo, su creencia de que ella nunca va a humillar a la familia le hace sentir culpable. Enfrentando la imposibilidad de un matrimonio feliz, a Myra no le queda más opción que romper el compromiso. Revela la verdad a Lady Margaret que siente compasión por ella. Como Myra cree que no merece casarse con Roy, deja una nota de despedida y vuelve a Londres. Luego Roy va a Londres y con la ayuda de Kitty, la busca por todas partes a pesar de que durante este proceso descubre la verdad. Myra vuelve al puente de Waterloo y se siente tan deprimida que acaba con su vida tirándose hacia un camión que viene de frente.
En la actualidad, el viejo Roy rememora este último gesto que Myra hizo para mostrar que él es su amor único. Mete el amuleto en un bolsillo de su abrigo, entra en el coche y sale.

## Reparto
- Vivien Leigh como Myra Lester.
- Robert Taylor como Roy Cronin.
- Virginia Field como Kitty.
- María Uspénskaya como Madame Olga Kirowa.
- C. Aubrey Smith como The Duke.
- Lucile Watson como Lady Margaret Cronin.
- Janet Shaw como Maureen.
- Janet Waldo como Elsa.
- Steffi Duna como Lydia.
- Virginia Carroll como Sylvia.
- Leda Nicova como Marie.
- Florence Baker como Beatrice.
- Margery Manning como Mary.
- Frances MacInerney como Violet.
- Eleanor Stewart como Grace.

## Producción
MGM compró la versión de 1931 de Universal Pictures a fin de producirla de nuevo. Desde su estreno inicial, la versión de 1931 había sido censurada en las importantes ciudades estadounidenses debido a las oposiciones oficiales a la exhibición de prostitución. La censura fue impuesta primero por autoridades locales, por el ejemplo, el Consejo de Censura de Chicago y después, la aplicación del Código Hays lo hizo imposible proyectar esta película en cualquier parte de los Estados Unidos.
Debido a que el Código Hays no se había llevado a la práctica cuando la versión de 1931 fue producida, los detalles del argumento de la versión de 1940 fueron modificados considerablemente y purgados de algún modo. En la obra original y la película anterior, que se basan en las experiencias personales de Sherwood, ambos protagonistas son estadounidenses: Myra, una corista en paro que posteriormente se convierte en prostituta y Roy, un joven expatriado de 19 años que no se da cuenta de cómo es ella. En la versión de 1940 ambos son ingleses. Myra es una bailarina con un futuro prometedor en una compañía prestigiosa de danza. Se dedica a la prostitución después de creer que su amante está muerto. Roy es un official maduro que proviene de una familia noble de Escocia. En la película original, Myra pierde su vida accidentalmente después de haber solucionado satisfactoriamente su situación con Roy. En la versión de 1940, Myra se suicida cuando su conflicto interior se vuelve insolucionable.

## Recepción

### Occidental
El estreno de Waterloo Bridge se realizó primero en Nueva York y poco después en Londres, donde la película recibió críticas positivas.
El film es reconocido por American Film Institute en sus listas de películas destacadas:
- 2002: Anexo:AFI's 100 años... 100 pasiones (nominado)[5]

### China
El puente de Waterloo se vio por primera vez en China a principio de los años ochenta del siglo veinte y pronto se convirtió en una de las películas estadounidenses más populares entre el público (la traducción china del nombre de dicha película es Muerte en el puente azul 魂断蓝桥). 
La traducción del título de esta película se relaciona con un cuento de la antigua China. En el periodo de las Primaveras y otoños, un chico que se llama Weisheng quedó con una chica para encontrarse debajo del puente azul. Sin embargo, la chica no apareció. Ese mismo día, el agua subió, y Weisheng, como no quería faltar a su palabra, siguió esperando. Cuando el agua llegó a la altura del puente, se ahogó. Estuvo en el puente azul esperando a la chica hasta el último momento de su vida. Por eso, en la cultura china, el puente azul es un símbolo del amor trágico. Mediante la traducción china del título, el público chino la relaciona directamente con una tragedia clásica y se sume en el ambiente poético y triste que la traducción ha creado. 
La tragedia de los dos amantes de distintos estatus social y el suicidio de uno de los protagonistas, es compatible con lo que expresan las tragedias tradicionales chinas. En la sociedad feudal de la antigua China, hay muchas obras sean novelas o teatros, sobre el amor trágico entre los chicos dotados que vienen de familias pobres y las chicas bellas que nacen en familias de la nobleza. La tragedia consiste en que estos jóvenes enamorados no pueden estar juntos y se suicidan al final de la historia. El suicidio se considera como una forma de demostrar el amor y el anhelo por la libertad. El argumento de esta película y las interpretaciones de los dos protagonistas provocan en el público su apreciación por la belleza trágica que reflejan las historias románticas tradicionales.